# Смерека срібляста (пам'ятка)
Смерека срібляста — колишній об'єкт природно-заповідного фонду Івано-Франківської області, ботанічна пам'ятка природи місцевого значення.

## Створення
Оголошена рішенням Івано-Франківського облвиконкому 7.07.1972 року (селище міського типу Кути, Косівський район, вул. К. Маркса). Площа — 0,01 га.

## Характеристика на момент заповідання
Дерево декоративної форми, висотою 14 метрів, довжина кола перерізу стовбура 140 см. Вік дерева - 60 років.

## Скасування
Рішенням Івано-Франківської обласної ради № 350-10 від 12.03.2004 пам'ятка була скасована.
Скасування статусу відбулось по причині того, що дерево всохло.